# We Are the People (canção de Empire of the Sun)
"We Are the People" é uma canção do duo australiano de música eletrônica Empire of the Sun e é o segundo single do álbum de estréia, Walking on a Dream. Foi lançado na Austrália em 20 de Setembro de 2008, estreando na posição número 85 no ARIA Singles Chart antes de alcançar a 24ª colocação em 12 de janeiro de 2009. A música foi usada em diversas produções, como anúncios da rede de TV australiana Special Broadcasting Service, de televisores da marca Vizio e Idents para o Canal [V]. Desde outubro de 2010, a canção é usada no comercial de TV da Vodafone na Alemanha, fato que impulsionou a execução pelas estações de rádio, alcançando a primeira posição no chart alemão em 10 de dezembro de 2010. A música também foi usada no filme 2011 The Roommate; no filme de 2011 Hall Pass, na cena onde Rick (Owen Wilson), Fred (Jason Sudeikis) e Coakley (Richard Jenkins) correm em direção à babá de seus filhos.

## Vídeo
O vídeo para a canção foi dirigido por Josh Logue e filmado no México. Inspirado no antigo festival mexicano do Dia dos Mortos (Día de los Muertos) exibe locais como os jardins surreais de Sir Edward James em Las Pozas de Xilitla, Monterrey e García.

### Desempenho em tabelas musicais
| Tabelas musicais (2009–11)                 | Posição |
| ------------------------------------------ | ------- |
| Alemanha - German Singles Chart            | 1       |
| Alemanha - German Airplay Chart            | 5       |
| Austrália - Australian Singles Chart       | 24      |
| Áustria - Austrian Singles Chart           | 2       |
| Bélgica - Belgium Singles Chart (Flanders) | 20      |
| Bélgica - Belgium Singles Chart (Wallonia) | 16      |
| Dinamarca - Danish Singles Chart           | 33      |
| Finlândia - Finnish Singles Chart          | 20      |
| Irlanda - Irish Singles Chart              | 23      |
| Israel - Israeli Singles Chart             | 5       |
| Itália - Italian Singles Chart             | 19      |
| Noruega - Norwegian Singles Chart          | 12      |
| Reino Unido - UK Singles Chart             | 14      |
| República Checa (Rádio Top 100)            | 82      |
| Suécia - Swedish Singles Chart             | 40      |
| Suíça - Swiss Singles Chart                | 20      |
| União Europeia - European Hot 100 Singles  | 15      |

### Tabelas de final de ano
| Tabela(2009)                       | Posição |
| ---------------------------------- | ------- |
| Austrália Australian Singles Chart | 98      |
| Itália Italian Singles Chart       | 90      |
| Suíça Swiss Singles Chart          | 99      |
| Reino Unido UK Singles Chart       | 119     |
| Tabelas (2010)                     | Posição |
| Alemanha German Singles Chart      | 16      |
| Tabela (2011)                      | Posição |
| Alemanha German Singles Chart      | 33      |
| Áustria Austrian Singles Chart     | 23      |

### Sucessões
| Precedido por "Over the Rainbow" por Israel Kamakawiwo'ole | Singles número um (Alemanha) 10 de dezembro de 2010 | Sucedido por "Over the Rainbow" por Israel Kamakawiwo'ole |